# Nymphidium smalli
Nymphidium smalli is een vlindersoort uit de familie van de prachtvlinders (Riodinidae), onderfamilie Riodininae.
Nymphidium smalli werd in 1999 beschreven door Callaghan.